# Tallulah (Feeder)
Tallulah è il decimo album in studio del gruppo musicale gallese Feeder, pubblicato nel 2019.

## Tracce
1. Youth – 3:19
2. Blue Sky Blue – 3:50
3. Daily Habit – 3:46
4. Fear of Flying – 3:56
5. Rodeo – 3:33
6. Tallulah – 3:52
7. Shapes and Sounds – 4:16
8. Guillotine – 3:43
9. Kyoto – 4:31
10. Kite – 3:26
11. Windmill – 4:08
12. Lonely Hollow Days – 3:32

## Formazione
- Grant Nicholas – voce, chitarra, tastiera, percussioni
- Taka Hirose – basso
- Karl Brazil – batteria
- Geoff Holroyde – batteria